# Campionat del món d'escacs femení de 2022
El Campionat del món d'escacs femení de 2023 és un matx d'escacs per determinar la Campiona del món d'escacs. El disputen la campiona regnant, Ju Wenjun, (guanyadora del matx de 2020) i l'aspirant, Lei Tingjie, guanyadora del Torneig de Candidates de 2022.

## Torneig de Candidates
La segona edició del torneig de candidates femení es va jugar durant el darrer quart de 2022. A diferència de l’edició anterior, es va realitzar en un format eliminatori. S'ha especulat que es van fer els aparellaments per evitar-ne fer coincidir Rússia contra Ucraïna abans de la final. Va comptar amb vuit jugadores, entre elles tres antigues campiones del món. A la final, Lei Tingjie i Tan Zhongyi va jugar un encontre de sis partides. Lei Tingjie va guanyar en 5 partides.